# Baccia (Tolmino)
Baccia, in passato anche Baccia di Modrea (in sloveno Bača pri Modreju), è una frazione del comune di Tolmino, nel Goriziano, in Slovenia. Presso l'abitato, il torrente Baccia sfocia nel fiume Idria, che a sua volta si getta nell'Isonzo, presso Santa Lucia. Il villaggio comprende anche gli agglomerati di Grapa, Stopec, e Sopotnica.

## Nome

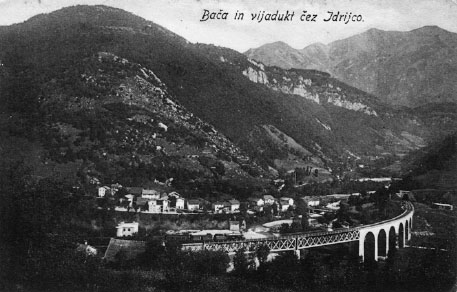
Cartolina di Baccia e del suo viadotto, 1915

Il nome Baccia di Modrea, serve a distinguere il villaggio dall'insediamento di Baccia di Piedicolle, nello stesso Comune. Ambedue le località derivano il loro nome dal fiume Baccia.

## Storia

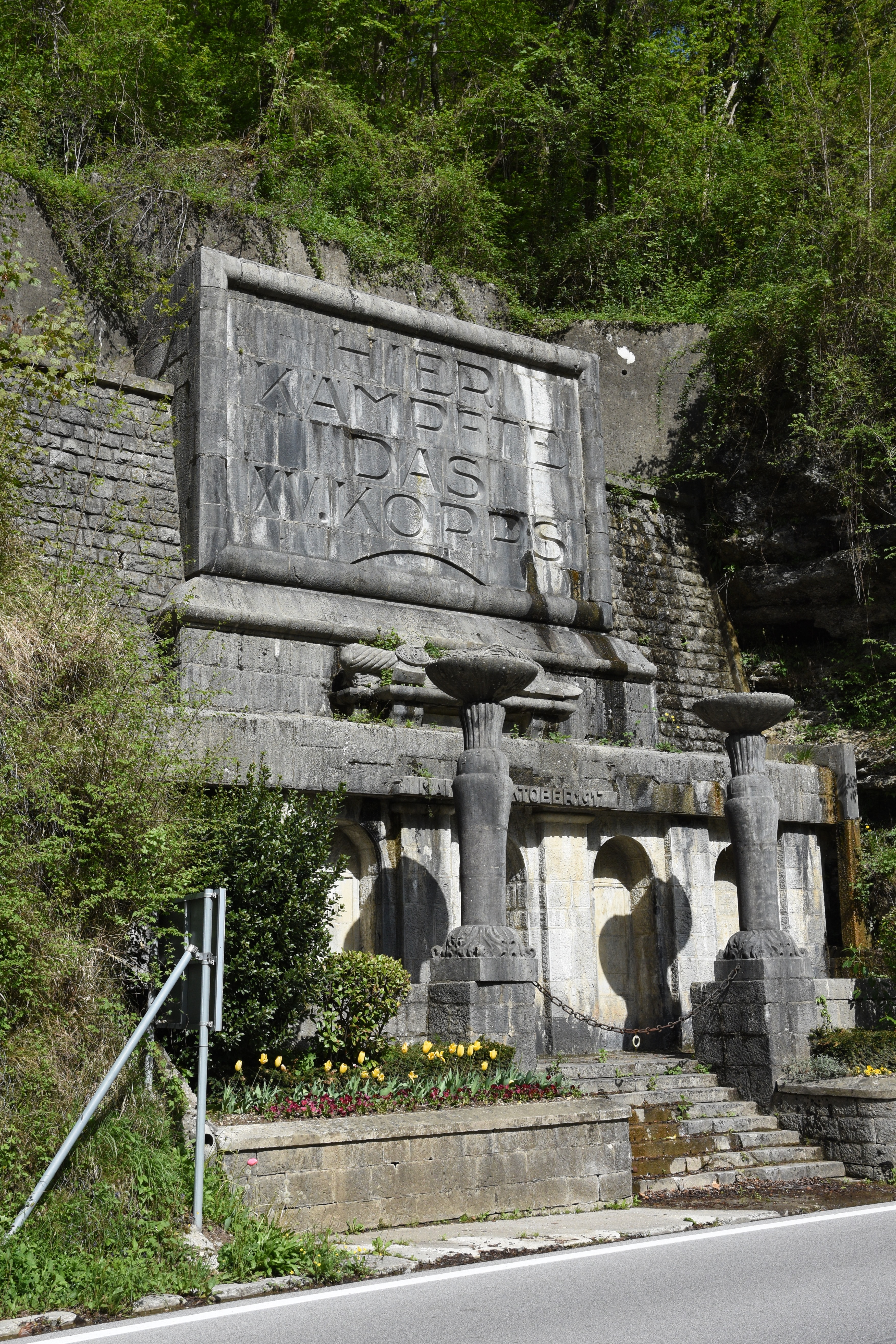
Monumento austriaco della Prima Guerra Mondiale

L'insediamento, sia in epoca asburgica che sotto il Regno d'Italia, era compreso nel comune di Santa Lucia.
Nel 1888 gli archeologi Carlo Marchesetti e Josef Szombathy scoprirono a Baccia 23 urne funerarie e altri oggetti risalenti alla cultura di Hallstatt. I ritrovamenti sono custoditi nei musei di Vienna e Trieste. Durante il Medioevo i conti di Tolmino avevano nel villaggio una dogana. Nei pressi dell'insediamento lungo il fiume Baccia vi sono inoltre due mulini abbandonati, dei quali uno è risalente al 1544. Durante la prima guerra mondiale gli austriaci costruirono un monumento in memoria dei propri caduti nella zona meridionale dell'insediamento, nei pressi del ponte che collega Baccia a Postaja. L'iscrizione sul monumento riporta: "Hier kämpfte das XV. Korps. Mai 1915 : Oktober 1917" ("il 15 Corpo ha combattuto qui: maggio 1915–ottobre 1917"). Dopo l'armistizio e il passaggio della regione all'Italia, venne aggiunta l'iscrizione: "Venne il di nostro – ottobre 1918".

## Alture principali
Senica (658 m);

## Corsi d'acqua
Fiume Báccia (Bača), Fiume Idria (Idrijica)